# Província de Ise
Ise (伊勢国, Ise no kuni) ou Seishū (勢州 seishū) foi uma antiga província do Japão, equivalente à maior parte da atual prefeitura de Mie. Ise fazia fronteira com Iga, Kii, Mino, Ōmi, Owari, Shima e Yamato.

Mapa das províncias japonesas (1868) cm a província de Ise em destaque.

A capital da provincia era Suzuka. A atual Tsu era a cidade do maior castelo, apesar de que havia outros feudos no Período Sengoku em castelos como os que existiam na região das atuais cidades de Kuwana e Matsusaka. 